# Салваторе Риина
Салаваторе Риина (на италиански: Salvatore Riina), познат също като Тото Рина (16 ноември 1930, Корлеоне, Италия) е член на сицилианската мафия, познат като най-влиятелния главатар на организираната престъпност в Италия през 1980-те години.
Наричан с прозвищата Звярът (на италиански: La Belva) – заради вродената му жестокост, и Късият/Ниският (на сицилиански: û curtu) – заради ниския му ръст, е арестуван на 15 януари 1993 година. Осъден е на доживотен затвор за множество престъпления, включително за организирането на убийствата на най-известните борци срещу мафията в Италия – прокурорите Джовани Фалконе и Паоло Борселино.
През 1980-те и в началото на 1990-те години Риина и неговият клан Корлеоне, надделявайки над конкурентните родове, стават водещата групировка на организираната престъпност в Италия. Връхна точка на тяхното противопоставяне на държавата е убийството на прокурорите Джовани Фалконе и Паоло Борселино.
Това води до окончателно отхвърляне на мафията от страна на обществото и като следствие предизвиква масови арести от органите на властта, резултат от което е залавянето и осъждането на Риина и голяма част от неговите съучастници.